# スポーツクライミング
スポーツクライミング（英: sport climbing）は、登山のロッククライミング（岩壁登攀）で使われる登攀技術をもとにした競技の総称。
広義には、スポーツクライミングの競技大会に参加するためのトレーニングとして行われている人工壁のクライミングも（たとえその場では対戦者がおらず、競技形式を採っていなくても）スポーツクライミングと呼ぶ。
スポーツクライミングというのは基本的に、人工壁を使い、かっちりとしたルールのもとで参加者同士が技の優劣やタイムを競いあう競技として行われるものなので、フリークライミングという概念とは異なっている部分が多く、たとえどちらもクライミングを行っているとしても、両者は別物である。
一方、フリークライミングの本来の定義、すなわち人工的な手段に頼らずに壁を登る行為という観点からは、競技クライミングもフリークライミングの一種である（競技クライミングはフリークライミングのカテゴリーに含まれる）とする見方もある。スポーツクライングとフリークライミングを「別物」ととられる見方は、クライミング全体で共有されているとは言い難い。
また、支点が整備されて比較的安全に登攀できる自然の岩場での登攀も、スポーツクライミングに含める場合がある。
スポーツクライミングの国際競技大会における種目には、下記ものものがある。
- リード競技[1] en:Lead climbing
- ボルダリング競技[1]
- スピード競技[1] en:Speed climbing

「クライミングウォール」と呼ばれる人工壁やクライミングホールド（en:Climbing hold）などの設備、および確保器、ハーネス、ロープ、カラビナ、クイックドロー（quickdraw、両端にカラビナのついた短いロープ）などの用具を使い、選手が登攀技術を競う。
- リード競技
- ボルダリング競技
- スピード競技

国際競技連盟は国際スポーツクライミング連盟 International Federation of Sport Climbing（IFSC）であり、日本の国内競技連盟は公益社団法人日本山岳・スポーツクライミング協会Japan Mountaineering and Sport Climbing Association（JMSCA。2017年に日本山岳協会から改称）である。

## 歴史
1940年代後半から1980年にかけてソビエト連邦で自然の岩場において規定の高さをいかに早く登れるかを競っていたのが始まりとされる。
スポーツクライミングの競技会の国際競技連盟はIFSC（国際スポーツクライミング連盟）であり、IFSCが厳密な競技ルールを制定している。かつては山岳・登山（クライミング）のUIAA（国際山岳連盟）が国際競技連盟だったがスポーツクライミング部門が分離独立し、IFSCとなった。日本においてUIAA, IFSCに加盟したのは日本山岳協会（のちの日本山岳・スポーツクライミング協会）である。
IFSCが主管するワールドカップは1988年から始まった。同じくIFSC主管の世界選手権のほうは1991年から始まった。
2007年にスペインで行われた世界選手権に50カ国以上の国々から参加を集めるなどして、スポーツクライミングは国際的にもメジャースポーツへの道を歩み始めた。
2007年12月10日、国際オリンピック委員会（IOC）はローザンヌ（スイス）で理事会を開き国際スポーツクライミング連盟を仮承認した。のちに正承認となりスポーツクライミングはIOCの承認競技(recognized sports)の一つとなった。その後、オリンピックの正式競技に採用されない状況が続いていたが、2020年東京オリンピックにおいて開催都市提案の追加種目として採用され、リード・ボルダリング・スピードの複合種目が実施される予定である。
日本では、2008年から国民体育大会（国体）の山岳競技として、ボルダリング競技が正式種目に加わった。日本の国体の競技は、2人で1チームを編成し、リードとボルダリングの2種目でチームどうしが競う複合競技として行われた。
IFSCが統括する公式の競技会で行われている種目はリード、ボルダリング、スピードの3種目となったのだが、日本では従来スピード競技はあまり行われていなかった。世界ではスピード種目も他の種目同様にとても人気が高いのだが、なぜか日本ではスピード種目の普及が遅れ、経験が不足し、その結果、日本人選手が国際大会で戦ううえで弱点となった。しかし、2020年東京オリンピックの競技としてスポーツクライミングの複合種目が実施されることから、日本選手もスピード競技への取り組みを進めている。

## 競技大会
英語版の en:Climbing competition も参照のこと。
IFSC公認の国際大会としては、下記のものがある。
- IFSCクライミング世界選手権
- IFSCクライミングワールドカップ
- IFSCクライミング世界ユース選手権（英語版）

日本人選手は国際大会の決勝戦の常連である。優勝したり、上位入賞者として複数の日本人が名を連ねることが当たり前になっている。
競技としてフリークライミングを行う場合、参加者が公平に競技を行うために人工の岩場で競われ、リードとボルダリングでは競技毎に課題を新規にセッティングして初見（オンサイト）トライで登ることで競われるのが普通であるが、リードの予選では、参加者が多いときにはフラッシング競技(2ルート)となることもある。なお、スピードでは大会ごとにルートが設定されることもあるが、IFSCでは標準ルートを定めており、これを用いた大会については世界記録認定の対象となる。
なお、日本でクライミング関係者はクライミング競技会のことを短く「コンペ」と呼ぶことが多い。（なお、コンペとは英語で競技会を意味する「competition コンペティション」を日本流に短縮化させた表現であり、クライミングに限らずスポーツ類の競技会を指すために広く使われている表現。）
2020年東京オリンピックでも競技種目として採用されている（→2020年東京オリンピックのスポーツクライミング競技）。

### ルール
リードクライミングに関しては、当初見られたように毎年ルールが顕著に変更されるといった事態は近年は起こらなくなり、2007年までにルールはほぼ確定しているといえる状態であった。ボルダリング競技についても、IFSCワールドカップや世界選手権といったクラスの大会ともなるとルールの改訂は頻繁には行われないようになってきていた。ただし、2008年に制定されたルール（2008-09年に適用）ではリードもボルダリングも計時法などに変更点があった。

#### リード種目
12m以上の高さをもつオーバーハングした壁を、命綱であるロープで確保された状態で登る競技。予選・準決勝（定員26名）・決勝（定員8名）の3ラウンドからなる。選手は各ラウンドにおいて1本のルートを1度だけオンサイトでトライ（アテンプト）する。アテンプト中たった一度でも墜落したり反則行為があったりした場合や制限時間を超過した場合にはその時点で競技中止となり、それまでに達した最高到達点がその選手の成績となる。競技時間数分の中で力を限界まで絞り出すところとむしろ軽く流すところ、そしてあえて進まないで休むところなどの見極めが必要となる、頭と身体を使う競技である。
リードクライミングのリスク
- 墜落した際、古いボルトが破断して大墜落になる。
- 恐怖心からボルトハンガーをホールドに使い、ちょうどその時墜落して、加重が指にかかり、指を負傷する。最悪切断の怖れもある。
- 埋め込みアンカーの突出部分とハンガー、カラビナが干渉してテコの原理が働き、カラビナが破断して、大墜落する。
- 横になったハンガーにクリップし、その後クライマーの動きによってカラビナ（クイックドロー）が動き、ハンガーから脱落する。
- 2つめボルトへのクリップに失敗して落ちると、特に「手繰り落ち」ではなくとも地面まで落ちてしまう、いわゆる「2ピン目が遠い」ルートも存在する。

#### ボルダリング種目
およそ5m以内の高さの短い課題をロープなしでトライする。安全確保のために、床面は厚いマットで敷き詰められている。リード種目と同様に予選・準決勝（定員20名）・決勝（定員6名）の3ラウンド制であるが、大きく異なるのは、各ラウンドの課題(ボルダー)数が複数（予選5課題、準決勝および決勝4課題）であることと、一つの課題で墜落しても制限時間内(予選5分、準決勝5分、決勝4分)ならまたやり直せる点である。選手はそれぞれの課題を順繰りにトライし、制限時間内に登れるかどうかを競う。成績は、基本的にはできるだけ多くの課題を、できるだけ少ないアテンプト数で登ったものが勝者となる。正確には、この「登った」には、各課題の最終ホールドを両手で保持して審判の「OK」コールを受ける「完登」と、中間部のキーとなるホールドを保持する「ボーナスポイント保持」の二つの判定基準がある。具体的には、成績判定は「最も多くの課題を完登した者が勝者」→「それが同点ならば、完登に要した総アテンプト数がより少なかった者が勝者」→「まだ同点ならば、より多くの課題でボーナスポイントを保持した者が勝者」→「なおも同点ならば、ボーナスポイント保持に要した総アテンプト数がより少なかった者が勝者」という4段階で付けられていた。

2018年のルール改正により、ボーナスの呼称が「ゾーン」に変更されるとともに、成績判定の基準も、完登数→ゾーン獲得数→完登のアテンプト数合計→ゾーン獲得のアテンプト数合計の順に比較して順位を決める方式に変更された。

最初から最後まで厳しい動きの連続となり、リード種目に比べて身体能力・技術・パワーがより必要とされる課題が多い。しかしなかには動きを読み解くこと自体が困難なパズル的課題もあり、パワーだけでなく頭をも使わされるという点ではリード種目と同様である。

なお、国内におけるボルダリング競技会はリードクライミング競技会のそれに比べて多種多様な会場条件で行われることがあり、会場の都合に合わせてIFSCルール以外の独自ルールが採用されることが多々ある。

#### スピード種目
あらかじめ決められた条件の壁をいかに早く駆け登れるかを競う。壁の高さや傾斜、ホールドの種類や位置、角度は統一されており、大会が変わっても同じ条件となるため、他の2種目と異なり世界記録が存在する。なお、選手は競技中、安全確保のため安全装置（オートビレイ機）に繋がったロープを装着して競技を行う。予選は用意された2本のルートを1回ずつトライしてタイムを計測し、早い方のタイム順に16名が決勝に進出する。決勝は対戦形式によるトーナメントとなり、予選1位と16位、2位と15位というように予選順位の高い選手と低い選手の組み合わせで1回戦を戦い、早くゴールした方が次のラウンドに進む。フォルススタート（フライング）を犯すとその時点で失格となり、決勝トーナメントの場合は対戦相手の勝利となる。

#### 複合種目
上記の3種目を行いその総合ポイントで争う。予選を行い、その上位6選手が決勝に進む。なお、スピード種目については、予選は2度のタイム計測により順位を決めるが、決勝は2人1組の対戦形式で実施され、各勝者と敗者の中で最もタイムが早かった1名を加えた4名で準決勝を行い、決勝・3位決定戦を経て順位を決める。総合順位は、予選・決勝とも、3種目の順位を掛け算して算出したポイントで決められ、ポイントが小さい選手ほど上位となる。掛け算でポイントを算出するため、3種目でバランスよく成績を残す選手よりも、特定の種目で抜きん出た成績を出す選手の方が上位になりやすい。

### 国内の大会
国内ではジャパンカップ（JMSCA（日本山岳・スポーツクライミング協会）主催。リードおよびボルダリング）、日本選手権（JFA（日本フリークライミング協会）主催。リード）や、B-Session（ボルダリングの年間ツアー）などの著名な競技会があり、また、国民体育大会の競技として山岳競技種目の一環の形でフリークライミングが採用されている(ただし国民体育大会では2名を1チームとしたチーム制をとり、独特の競技方式を行っている)。なお、2004年度までは、JFAがジャパンツアーの形で全国を転戦するツアー大会を行うことにより国内競技会の黎明期を支えてきたが、現在ではその役目を終えたとして終了している。現在では、ジャパンカップ・日本選手権・B-Session・国体山岳競技などのメジャー大会と、各ジムや地方団体が独自に行う特色ある大会とが日本のコンペ界を構成している。

### 国際大会
国際大会としてはIFSCが主管するワールドカップと世界選手権が権威ある大会である。1988年から始まった前者は毎年4～10戦程度を、欧州を中心として世界を転戦する形で行い、年間ランキングを決定する。後者は1991年にはじまり、2年に一度（奇数年。ただし2012年からは偶数年）行われている。
ワールドカップの各大会は、リード、ボルダリング、スピードの全種目を行なうとは限らない（1種目の場合もある）が、世界選手権では全種目が行われる。
わが国にワールドカップ大会がやってきたのは1991年が最初であり（東京都・国立代々木競技場屋外特設ウォール）、これはアジアで行われた初めてのワールドカップであった。また翌年にも神戸市ポートアイランドのワールド記念ホールで大会が行われた（アジア初の屋内での世界大会）。しかしその後2001年のマレーシア・クアラルンプール郊外大会まで10年近く、ワールドカップはアジアで行われることはなかった。近年では中国が毎年開催するなどアジアでの大会が年に1,2戦あることが普通になり、その中で2007年には15年ぶりに日本で大会が行われた（リード種目。埼玉県・加須市の加須市民体育館）。2009年4月11日～12日には同じ加須市民体育館にてボルダリング種目のワールドカップが行われた。
2011年9月には千葉県印西市の松山下公園総合体育館でリード種目のワールドカップが予定されていたが、同年3月に発生した福島第一原子力発電所事故の影響で海外選手の来日が困難となり中止に。翌年、2012年10月27日～28日に松山下公園総合体育館で開催された。
ワールドカップの年間ランキングは、各大会における順位によって与えられるスコアの和（年5戦以上の場合は、各選手ごとに加算対象となる大会数は最大で全開催戦数より1を減じたもの）の大きい順となる。また、近年は「強い選手の集まった大会で得たポイントに、より大きな重み付けを与える」というコンセプトが導入された「ワールドランキング」も公表されている。
日本勢では男子の平山ユージ（平山裕示）が1998年、2000年にワールドカップリード競技の年間チャンピオン、安間佐千が2012年のワールドカップリード競技の男子年間チャンピオン、女子の野口啓代が2008年および2009年のワールドカップ総合（複合）女子年間チャンピオン、2009年および2010年のボルダリングワールドカップ女子年間チャンピオン、同年のボルダリング競技女子ワールドランキング年間チャンピオンに輝いている。
（スピード種目が未執筆）
ワールドカップ（リード、ボルダリングおよび総合）の年間覇者は以下のとおりである（詳しくはIFSCによるランキング情報参照）：
| 年＼種目 | リード女子                 | リード男子                 | ボルダリング女子       | ボルダリング男子           | スピード女子 | スピード男子 | 総合女子             | 総合男子             |
| -------- | -------------------------- | -------------------------- | ---------------------- | -------------------------- | ------------ | ------------ | -------------------- | -------------------- |
| 1989年   | ナネット・レボー           | サイモン・ナディン         | --                     | --                         | --           | --           | --                   | --                   |
| 1990年   | イザベル・パティシエ       | フランソワ・ルグラン       | --                     | --                         | --           | --           | --                   | --                   |
| 1991年   | イザベル・パティシエ       | フランソワ・ルグラン       | --                     | --                         | --           | --           | --                   | --                   |
| 1992年   | ロビン・アーベスフィールド | フランソワ・ルグラン       | --                     | --                         | --           | --           | --                   | --                   |
| 1993年   | ロビン・アーベスフィールド | フランソワ・ルグラン       | --                     | --                         | --           | --           | --                   | --                   |
| 1994年   | ロビン・アーベスフィールド | フランソワ・ロンバール     | --                     | --                         | --           | --           | --                   | --                   |
| 1995年   | ロビン・アーベスフィールド | フランソワ・プティ         | --                     | --                         | --           | --           | --                   | --                   |
| 1996年   | リヴ・サンゾ               | アーノルド・プティ         | --                     | --                         | --           | --           | --                   | --                   |
| 1997年   | ミュリエル・サルカニー     | フランソワ・ルグラン       | --                     | --                         | --           | --           | --                   | --                   |
| 1998年   | リヴ・サンゾ               | 平山ユージ                 | リヴ・サンゾ           | サラヴァト・ラフメトフ     | --           | --           | --                   | --                   |
| 1999年   | ミュリエル・サルカニー     | フランソワ・プティ         | ステファニー・ボデ     | クリスティアン・コレ       | --           | --           | --                   | --                   |
| 2000年   | リヴ・サンゾ               | 平山ユージ                 | サンドリン・レヴェ     | ペドロ・ポンズ             | --           | --           | --                   | --                   |
| 2001年   | ミュリエル・サルカニー     | アレックス・シャボ         | サンドリン・レヴェ     | ジェローム・メイヤー       | --           | --           | --                   | --                   |
| 2002年   | ミュリエル・サルカニー     | アレックス・シャボ         | ナタリア・ペルロヴァ   | クリスティアン・コレ       | --           | --           | --                   | --                   |
| 2003年   | ミュリエル・サルカニー     | アレックス・シャボ         | サンドリン・レヴェ     | ジェローム・メイヤー       | --           | --           | --                   | --                   |
| 2004年   | アンゲラ・アイター         | トマス・ムラツェク         | サンドリン・レヴェ     | ダニエル・デュラク         | --           | --           | --                   | --                   |
| 2005年   | アンゲラ・アイター         | フラヴィオ・クレスピ       | サンドリン・レヴェ     | キリアン・フィッシュフバー | --           | --           | --                   | --                   |
| 2006年   | アンゲラ・アイター         | パチ・ウソビアガ・ラクンサ | オルガ・ビビク         | ジェローム・メイヤー       | --           | --           | --                   | --                   |
| 2007年   | マヤ・ヴィドマー           | パチ・ウソビアガ・ラクンサ | ジュリエット・ダニオン | キリアン・フィッシュフバー | --           | --           | --                   | --                   |
| 2008年   | ヨハンナ・エルンスト       | ヨルグ・フェルホーフェン   | アンナ・シュトー       | キリアン・フィッシュフバー | --           | --           | 野口啓代             | デビット・ラマ       |
| 2009年   | ヨハンナ・エルンスト       | アダム・オンドラ           | 野口啓代               | キリアン・フィッシュフバー | --           | --           | 野口啓代             | アダム・オンドラ     |
| 2010年   | キム・ジャイン             | ラモン・ジュリアン         | 野口啓代               | アダム・オンドラ           | --           | --           | キム・ジャイン       | アダム・オンドラ     |
| 2011年   | ミナ・マルコビッチ         | ヤコブ・シューベルト       | アンナ・シュトー       | キリアン・フィッシュフバー | --           | --           | ミナ・マルコビッチ   | ヤコブ・シューベルト |
| 2012年   | ミナ・マルコビッチ         | 安間佐千                   | アンナ・シュトー       | ルスタン・ゲルマノフ       | --           | --           | ミナ・マルコビッチ   | ヤコブ・シューベルト |
| 2013年   | キム・ジャイン             | 安間佐千                   | アンナ・シュトー       | ドミトリー・シャラフニトフ | --           | --           | ミナ・マルコビッチ   | ヤコブ・シューベルト |
| 2014年   | ミナ・マルコビッチ         | ヤコブ・シューベルト       | 野口啓代               | ヤン・ホイヤー             | --           | --           | 野口啓代             | ショーン・マッコール |
| 2015年   | ミナ・マルコビッチ         | アダム・オンドラ           | 野口啓代               | チョン・ジョンゴン         | --           | --           | キム・ジャイン       | アダム・オンドラ     |
| 2016年   | ヤンヤ・ガンブレット       | ドメン・スコフィッチ       | ショウナ・コックシー   | 楢﨑智亜                   | --           | --           | ヤンヤ・ガンブレット | ショーン・マッコール |
| 2017年   | ヤンヤ・ガンブレット       | ロマン・デグランジュ       | ショウナ・コックシー   | チョン・ジョンゴン         | --           | --           | ヤンヤ・ガンブレット | 楢﨑智亜             |
| 2018年   | ヤンヤ・ガンブレット       | ヤコブ・シューベルト       | 野中生萌               | イェルネイ・クルーダー     | --           | --           | ヤンヤ・ガンブレット | ヤコブ・シューベルト |

## 選手
大会で優勝や上位入賞の経験がある選手を挙げる。
| - ヤンヤ・ガンブレット Janja Garnbret - アダム・オンドラ Adam Ondra - ヤコブ・シューベルト Jakob Shubert - ジェシカ ピルツ Jessica Pilz - ヤン・ホイヤー Jan Hojer - ラウラ・ロゴラ en:Laura Rogora - ショウナ・コクシー en:Shauna Coxsey - ショーン・マッコール en:Sean McColl - ブルック・ラバトゥ en:Brooke Raboutou - バッサ・マウェム en:Bassa Mawem - ユリア・カプリナ en:Yulia Kaplina - アヌーク・ジョベール en:Anouck Jaubert - アランナ・イップ en:Alannah Yip - リシャット・カイブリン en:Rishat Khaibullin | - ミナ・マルコビッチ en:Mina Markovič - ロマン・デグランジュ en:Romain Desgranges - コリン・ダフィー en:Colin Duffy (climber) - アルベルト・ヒネス・ロペス en:Alberto Ginés López - チョン・ジョンウォン en:Jongwon Chon - クリストファー・コッサー en:Christopher Cosser - アレクサンドラ・ミロスラフ en:Aleksandra Mirosław - キム・ジャイン en:Jain Kim - ルトヴィコ・フォッサリ en:Ludovico Fossali - アレックス・プッチオ en:Alex Puccio - マヤ・ヴィドマー en:Maja Vidmar (climber) - キリアン・フィッシュフーバー en:Kilian_Fischhuber - アンナ・シュテール en:Anna Stöhr - クロエ・グラフティオ en:Chloé Graftiaux |

### 日本の選手
女子
| - 青柳未愛 - 阿部桃子 - 伊藤ふたば - 遠藤由加 - 大田理裟 - 尾川智子 - 小田桃花 - 柿崎未羽 - 菊池咲希 - 工藤花 | - 倉菜々子 - 栗田湖有 - 小池はな - 小林由佳 - 鈴木可菜美 - 滝口萌 - 谷井菜月 - 中村真緒 - 二宮凛 | - 野口啓代 - 野中生萌 - 樋口結花 - 平野夏海 - 廣重幸紀 - 森秋彩 - 安田あとり |

男子
| - 天笠颯太 - 安間佐千 - 今泉結太 - 池田雄大 - 緒方良行 - 小澤信太 - 大政涼 - 北江優弥 - 木村伸介 - 小西大介 - 小峰直城 - 是永敬一郎 - 小山田大 | - 清水裕登 - 杉野保 - 杉本怜 - 竹田創 - 田中修太 - 土肥圭太 - 楢﨑智亜 - 楢﨑明智 - 西田秀聖 - 抜井亮瑛 - 原田海 - 樋口純裕 - 藤井快 - 堀創 | - 松島暁人 - 村下善乙 - 茂垣敬太 - 安川潤 - 山内響 - 吉田智音 - 渡辺数馬 |